# Dikloksacylina
Dikloksacylina (łac. Dicloxacillinum) – organiczny związek chemiczny, półsyntetyczny antybiotyk beta-laktamowy należący do grupy penicylin o wąskim spektrum działania. Wykazuje oporność wobec klasycznych plazmidowych penicylinaz. Jest ona oporna na działanie HCl, dlatego można podawać ją doustnie.
Dikloksacylina nie jest stosowana w Polsce.

## Mechanizm działania
Jest taki sam jak u innych antybiotyków β-laktamowych. Dikloksacylina blokuje aktywność transpeptydaz (PBP) biorących udział w ostatnim etapie syntezy peptydoglikanu ściany komórki bakteryjnej. Lek łączy się z transpeptydazą w jej centrum aktywnym i w ten sposób blokuje jej aktywność. Komórka bakteryjna pozbawiona prawidłowo działającego enzymu nie jest w stanie syntetyzować ściany bakteryjnej i bakteria po jakimś czasie umiera.
Dikloksacylina dzięki sferycznej ekranizacji pierścienia β-laktamowego nie jest lub jest tylko w niewielkim stopniu wrażliwa na działanie β-laktamaz.

## Zakres działania
Dikloksacylina, podobnie jak inne penicyliny półsyntetyczne o wąskim spektrum działania, mają zakres działania taki sam jak benzylopenicylina, z tym wyjątkiem że nie działają na bakterie Gram-ujemne i Enterococcus, natomiast dzięki oporności na penicylinazy są skuteczne w zwalczaniu szczepów gronkowców, które nie wykształciły innych mechanizmów oporności, takich jak wytwarzanie silniejszych beta-laktamaz czy zmiany miejsca docelowego (MRSA).

## Działania niepożądane
Do działań niepożądanych dikloksacyliny należą reakcje alergiczne, objawy dyspeptyczne (po podaniu doustnym), zakrzepowe zapalenie żył (po podaniu dożylnym), czy też działania drażniące (po podaniu domięśniowym).